# Action Service
Action Service è un videogioco di addestramento militare sviluppato dalla francese Cobrasoft e pubblicato nel 1988-1989 per Amiga, Amstrad CPC, Atari ST, Commodore 64 e MS-DOS dalla Cobrasoft e dalla Infogrames. In Nordamerica venne pubblicato come Combat Course dalla Mindscape.
Si interpreta un soldato che deve affrontare percorsi lineari a piedi di addestramento fisico e di combattimento simulato. All'epoca ricordava il primo livello di Combat School o di 19.
La versione ZX Spectrum, prevista, rimase inedita. Si dichiarò anche lo sviluppo del seguito Action Service 2, mai realizzato.

## Modalità di gioco
La schermata di gioco è divisa orizzontalmente in tre parti di dimensioni circa uguali e i due terzi in alto possono essere ulteriormente divisi in quattro finestre ciascuno, che in fase introduttiva mostrano varie informazioni o decorazioni. Il terzo in basso è il pannello di controllo, manovrato con un puntatore. Durante il gioco il terzo centrale contiene l'azione vera e propria, mostrata di lato con scorrimento orizzontale; nelle versioni 16 bit (Amiga/ST/DOS) resta stranamente diviso in 4 finestre pur rappresentando un'unica scena. Nel frattempo le quattro finestre del terzo in alto contengono i ritratti del soldato e del sergente istruttore, un'eventuale immagine di avviso del pericolo attuale, e l'identificazione del giocatore in stile piastrina.
Si devono affrontare percorsi lineari da sinistra a destra. Il protagonista può correre in avanti, gettarsi a terra, andare carponi, saltare, aggrapparsi, scavalcare ostacoli, lanciare granate, posizionare esplosivi, ecc. Il numero di differenti azioni possibili con joystick o tastiera è relativamente elevato, tanto che a volte il sistema di controllo venne criticato perché complicato.
Sono selezionabili quattro lunghi percorsi predefiniti. Uno è di solo addestramento fisico e richiede di superare muri, fossati, reticolati, scale e altri ostacoli, nonché evitare occasionalmente un cane da guardia. Il secondo è un percorso con trappole e attacchi da evitare. La prova di combattimento include incontri con soldati avversari, da affrontare con mosse di corpo a corpo, con fucili a proiettili di gomma, o con granate a salve. Il quarto mescola elementi di tutti gli altri tre.
Le novità fondamentali sono l'editor di livelli, che con un sistema a icone permette di assemblare e salvare un quinto percorso, e la modalità replay, che permette di registrare e quindi rivedere le partite, usando comandi nel pannello di controllo analoghi a un vero e proprio videoregistratore. La funzione replay non è presente nelle versioni 8 bit (C64 e Amstrad, quest'ultimo perlomeno in versione cassetta), nonostante sia presente come decorazione il videoregistratore.